# 현량과
현량과(賢良科)는 조선시대 중종 때 조광조가 건의하여 실시한 천거시취제(薦擧試取制) 채용이다. 학문과 덕행, 재주가 뛰어난 인재를 천거하게 하여 조선 군주가 직접 면접으로 선발, 관료로 임명하는 것이다. 1518년(중종 13)  장령 김식(金湜), 지평 박훈(朴薰) 등 28인을 선발했으나 이듬해 폐지되었다. 현량과는 폐지되었지만, 훗날 과거 급제자가 아니더라도 학문과 덕망으로 사람을 천거하는 산림 등의 기용 등으로도 나타났다.

## 개요
중종의 신임을 얻은 조광조는 유교를 정치와 교화의 근본으로 삼아 이상정치를 실현하려 하였다. 그러한 정책의 일환으로 1518년(중종 13년) 내외 요직자로 하여금 재능이 있는 인물을 천거케 하여, 그들을 왕이 친시(親試)로써 채용하는 현량과를 설치하게 하였다. 재능있는 인물로는 현직자와 유생 관계 없이 내외의 요직자가 천거하는 제도였다. 중국의 현량과 외에도 유일로서 인재를 천거하는 방법이 있었지만, 점차 주로 과거 합격자 위주로 인재를 선발했다. 그에 따라 조광조는 재능있는 인물을 직접 선발하는 제도를 도입하려 했다.
한성부에서는 사관(四館)의 유생들이 현직자와 비현직자를 막론하고 후보자를 성균관에 천보(薦報)받고, 성균관은 이를 심사해 예조에 전보(轉報)한다. 그럼 예조에서는 최종 선정된 이들을 왕에게 올린다.
성균관이나 4관 외에도 다른 기관인 육조, 홍문관, 사헌부, 중추부, 사간원, 한성부 등에서도 천거할 수 있어서 성균관을 거치지 않고도 예조에 후보자를 추천해서 보낼 수 있었다. 역시 예조에서 해당자를 심사한다. 한성, 경기도 이외의 지방에서는 각 부,군,현의 유향소(留鄕所)에서 덕망있는 인재들을 해당 부, 군현의 장에게 천거하면 해당 장은 다시 관찰사에 보고하고, 관찰사는 바로 예조에 전보하였다.
예조에서는 각처에서 올라온 선발 후보자의 성명, 출생 연도, 자(字) 등의 신분정보와 추천 이유들, 성품, 학식, 행실과 행적, 지조, 재능, 기국(器局), 생활 태도, 현실대응 의식 등 의항목을 종합해 의정부에 보고한 뒤, 그들을 전정(殿庭)에 입실시켜서 국왕이 참석하에 의정부 재상들이, 혹은 국왕이 직접 서류심사와 면접으로 인재를 선발하도록 하였다.
처음 시행 시 120명의 후보자가 낙점되었으나 김식, 박훈 등이 1차적으로 선발되었다. 그 결과 조광조 일파의 신진 사림파들이 대부분 등용되었다. 그러나 서경덕(徐敬德) 등은 현량과에 선발되고도 나가기를 거부하는 이들도 있었다.
이런저런 이유로 여기에 반발한 훈구파들이 기묘사화를 일으켰고, 그 결과 현량과는 폐지되었다가 중종 말년에 다시 세워졌다. 그러나 인종 초 다시 자격이 박탈되었다가 인종 때 급제자의 자격은 잠시 복구되었으나 명종이 즉위하자 다시 박탈되었다. 1568년(선조 1) 10월에 현량과 입격자들의 자격이 완전히 회복되었다.

## 선발
1519년 4월 13일 최종 천거된 120인의 후보자들을 근정전에 모아 중종이 직접 시험하였다.
학포 양팽손(梁彭孫)이 남긴 학포집 5권에는 선발된 자의 명단이 들어 있다. 양팽손에 의하면 중종이 친책(親策)으로 현량 선발을 주관하여 천과선용(薦科選用)했다 한다. 양팽손은 현량과의 합격자 28명 외에도 추가 합격자가 있다고 기록했고, 이들이 선발된 사유를 기록했다. 문인 선발 기준은 포선규위(褒善糾違), 무인 선발 기준은 보장삼변(保障三邊)이라는 것이다.
합격자로 조광조, 이언적(李彦迪), 김식, 김정(金淨), 유인숙(柳仁淑), 공서린(孔瑞麟), 이자(李耔), 박훈(朴薰), 김안국, 김정국, 홍언필, 심연원, 안당(安瑭), 기준(奇遵)，정광필(鄭光弼)，이연경(李延慶)，박세희(朴世熹)，윤자임(尹自任)，송호지(宋好智)，유여림(兪汝霖)，유용근(柳庸謹)，한충(韓忠)，정응(鄭膺) ，안정(安珽)，안찬(安瓚)，신광한(申光漢), 양팽손，문근(文瑾)，박영(朴英)，채새영(蔡世英)，최숙생(崔淑生)，양연(梁淵)，채락(蔡洛)，성세창(成世昌)，이성동(李成童) 등으로 선량한 자를 모으고 어긋난 자는 골라내는 포선규위(褒善糾違)로 선발하였다 한다. 류담년(柳聃年)，윤군평(尹君平)，이지방(李之芳)，김석철(金錫哲) 등은 보장삼변(保障三邊)을 이유로 천거되었다.
그러나 현량과로 합격자 중 사양하고 나가지 않는 이들이 있었는데 서경덕，성수환(成守環), 최산두(崔山斗)，김대유(金大有)，신준미(申遵美) 등이 그들이었다.

## 같이 보기
- 조광조
- 유일
- 산림